# 調査員
調査員（ちょうさいん）とは、調査・研究を実施する者のこと。英語の researcher に対応するが、日本語では学術研究のための調査を行うものは研究者、研究員といい、調査員という語は社会や企業の目的を遂行するための調査を行う者に限られて使用される。

## 国会の調査員
国会では、衆議院においては衆議院調査局、参議院においては常任委員会調査室、国立国会図書館においては調査及び立法考査局に置かれ、議院、委員会、議員の政策立案の補佐や国政課題に関する調査に従事する職員を調査員という。
衆議院と参議院の調査員は、主に委員会における審議事項等を調査・研究・分析し、また委員からの問い合わせに応じて調査結果を報告することを日常的な職務とし、委員会の審議の参考に供される資料の作成や、委員会の報告書案の起草なども行う。国会図書館の調査員も、日常的な問い合わせに応じて調査を行う点では各議院と同じであるが、国会図書館の蔵書を活用して理論的な調査研究を行うことが特色であるとされている。
日本の国会における委員会、図書館への調査員の配属は、戦後占領期にその制度が起こったもので、アメリカ合衆国議会をモデルとしたものだと考えられる。アメリカでは、議会図書館の議会調査局などの議会の補佐機関に数多くの調査員が配置されている。こうした制度は、韓国国会など、他の国の議会でも見られる。
なお、国会の機関では、このほか裁判官訴追委員会事務局に、調査員の役職が置かれている。

## 外務省の調査員
外務省では、業務の専門性の高さのために、各部署において、大学卒業程度から博士課程在籍程度の能力を持つもの（部署によって異なる）を任期付・非常勤で採用・嘱託する制度が置かれている。こうして採用・嘱託された者は、調査員と呼ばれる。調査員は、所属する部署で担当する分野に関する調書の作成や、研究を行っている。
また、在外公館には常勤の専門調査員が置かれている。
なお、国際情報統括官組織では、外部から任期付で採用される調査員を「専門分析員」と称する。

## 国土交通省における調査員
地方整備局の所掌する設計・測量・調査計画等業務での契約に関して、適正な執行を確保するために必要な監督業務職員を調査職員としている。調査職員は、総括調査員、主任調査員及び調査員とし、それぞれ監督総括業務、主任監督業務及び一般監督業務を担当するものとしている。

## 国土地理院の調査員
国土地理院の調査員は、国土地理院に置かれる専門的職員で、定員は12人以内である。国土地理院の所掌事務に関する専門的事項に関する調査を職務とする。

## 政府・地方自治体の統計調査員
統計調査員は、政府、地方公共団体の長又は教育委員会が、統計法に基づいて統計調査のために必要がある場合に置く職員のこと。国勢調査の事務を行うために総務大臣が任命する、国勢調査員がその代表的なものである。
統計調査員に対して、恒常的に置かれる統計専任の職員は統計官・統計主事という。
統計調査員は、指定統計調査の調査票の配付、取集その他指定統計調査に関する事務に従事するとされており、詳細の事項は、統計調査員を置く各機関が命令によって定めるとされており、非常勤の公務員(特別職)とされることが多い。